# Paraguay
Paraguay, plným názvem Paraguayská republika, je vnitrozemský stát v Jižní Americe. Leží na obou březích řeky Paraguay, hraničí s Argentinou na jihu a jihozápadě, Brazílií na severovýchodě a Bolívií na severozápadě.

## Etymologie
Existuje více výkladů názvu Paraguay, který vznikl složením guaraníjských slov jazyka, používaného indiány Guaraní.
- para (pestrý), gua (řeka), guey (země), dle Benjamina Kurase česky Pestrozemí či Pestroříčí[2]
- pará (oceán), gua (k/od), y (voda), znamenenající „voda, která jde až k oceánu“. Má se za to, že výraz původně označoval pouze oblast Asunciónu, nicméně ve španělštině označuje celou zemí[zdroj⁠?!]

## Dějiny

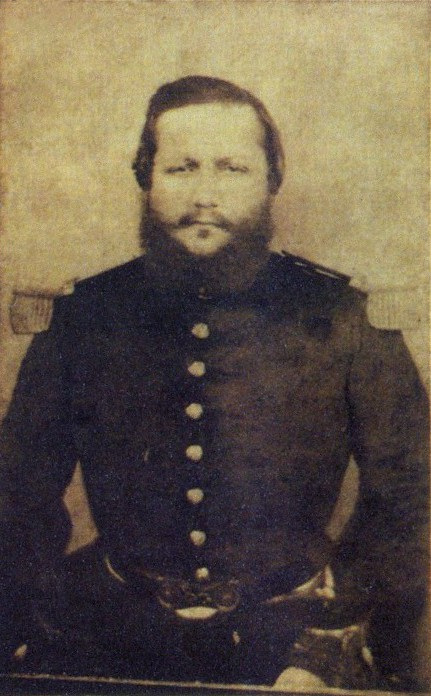
Poslední známé foto Francisca Solana Lopeze před jeho smrtí

O období před příchodem Španělů toho není příliš známo, je však jisté že východní část dnešní Paraguaye obývali Indiáni označovaní jako Guaraní. Na území Paraguaye působili v koloniálním období jezuité, kteří zde zakládali své redukce. Jezuitské misie La Santísima Trinidad del Paraná a Jesús de Tavarangué v současnosti figurují na seznamu světového dědictví organizace UNESCO.
Paraguay se stala nezávislou v květnu 1811. Mezi lety 1814 a 1840 byl v čele země diktátor José Gaspar Rodríguez de Francia (nazývaný též jako El Supremo – Nejvyšší), který je považován za jednu z nejvýznamnějších postav paraguayské historie. Po jeho smrti panoval v zemi chaos, neboť nezanechal žádného přímého potomka. V roce 1841 zvolil kongres jako vrchního konzula Carlose Antonia Lópeze, který byl v roce 1844 prezidentem a vládl až do roku 1862 a je tak považován za druhého paraguayského diktátora. Za doby jeho vlády se počet obyvatel v zemi takřka zdvojnásobil z 220 tisíc v roce 1840 na 400 tisíc v roce 1860.
V roce 1862 se po smrti C.A. Lópeze chopil vlády jeho syn Francisko Solano Lopez, který v roce 1864 zaútočil na Brazílii a rozpoutal tak Paraguayskou válku (válka proti Trojspolku), kdy Paraguay v letech 1864 až 1870 bojovala proti Brazílii, Argentině a Uruguayi. Zaútočil na území Brazílie, po počátečních úspěších se ale situace otočila a země se musela bránit invazi i přesto, že vojáci bojovali neuvěřitelně statečně. Spojenci, hlavně Brazílie, měli velkou převahu. Paraguayci museli bojovat dále, protože spojenci uvažovali o rozdělení a zániku jejich země. Asunción padl v lednu 1869. V roce 1870 padl v boji prezident Lopez. Paraguay byla válkou totálně zničená, v zemi nezbyli takřka žádní muži, navíc musela Argentině a Brazílii postoupit část svého území.

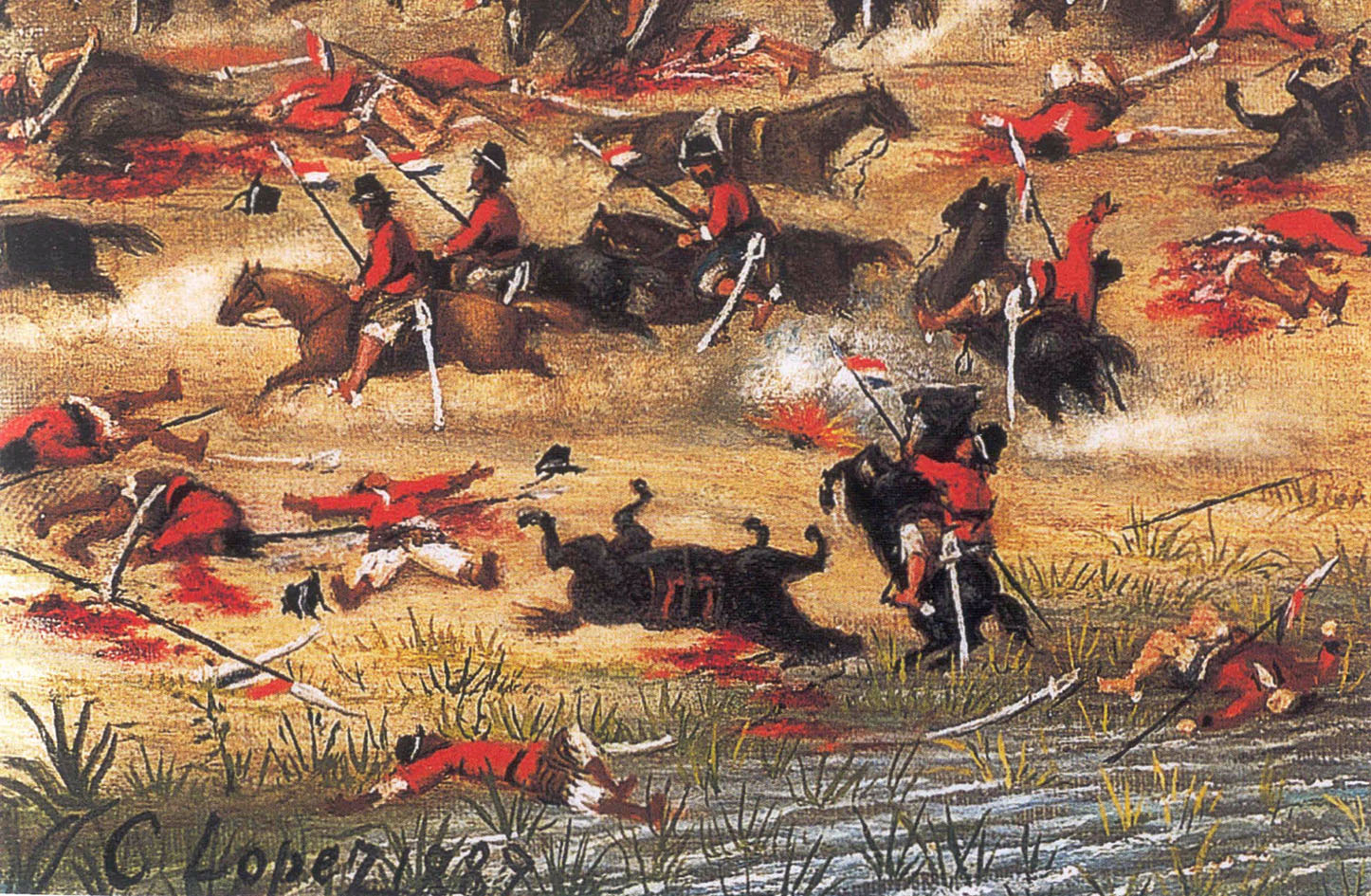
Bitva o Tuyutí, květen 1866

Odhaduje se, že z paraguayské populace, která před válkou čítala 450 až 900 tisíc, válku přežilo pouze 220 tisíc lidí, z toho pouze 28 tisíc dospělých mužů. Po válce došlo k rekonstrukci země.

### Vláda strany Colorado a Liberální strany
Okupace Paraguaye skončila v roce 1876, nicméně sousední velmoci, Brazílie a Argentina podporovaly některé strany soupeřící v Paraguayi o moc. Brazílie podporovala stranu označovanou jako Colorado, která vládla zemi v letech 1880 až 1904. V roce 1904 došlo k rostoucímu napětí mezi stranou Colorado a Liberální stranou. Hlavní třecí plochou byla státní politika rozdělování majetku. Liberální strana byla podporována zejména rolníky a ze zahraničí Argentinou. Vláda liberální strany (1904–1936) však nepřinesla výraznější změnu a neuspokojila požadavky rolníků.
Mezi roky 1870 a 1954 vládlo v Paraguayi 44 prezidentů, z nichž bylo 24 svrženo vojenským převratem.

### Válka o Chaco a Únorová revoluce
V roce 1932 došlo k válce s Bolívií o území Gran Chaca, jež trvala do roku 1935. Paraguay válku vyhrála a území anektovala i přesto, že se bolivijské složky zdály být na počátku konfliktu silnější. Větší síla Bolívie byla dána jak větším bohatstvím této země, tak i větší populací a tedy i početnější armádou. Na vyzbrojení Bolivijské armády se významnou měrou podílela Československá zbrojovka Brno a na výcviku vojska pak speciální československá vojenská mise, vypravená do Bolívie v roce 1934. Válka o Gran Chaco skončila uzavřením příměří v roce 1935.

### Diktatura Alfreda Stroessnera
V roce 1954 se stal prezidentem země Alfredo Stroessner, jeho vláda trvala do roku 1989. Jeho strana Colorado pravidelně vyhrávala každých 5 let volby nad dalšími dvěma stranami. Ačkoliv byl jeho režim nesmiřitelný vůči komunistům (roku 1979 hostil XII. Kongres Světové Antikomunistické Ligy), přinesl zemi stabilitu. Stroessner se držel úsporných opatření, která byla navrhována Mezinárodním měnovým fondem a učinil z Paraguaye zemi bezpečnou jak pro domácí, tak pro zahraniční investory. Inicioval také některé velké projekty, zejména pak výstavbu velké přehradní nádrže Itaipú, která dala práci mnoha chudým Paraguaycům. Názory Paraguayců na Stroessnera se různí; mnozí ho považují za zkorumpovaného diktátora tvrdě porušujícího lidská práva, jiní bez ohledu na to naopak zdůrazňují politickou stabilitu a ekonomický rozvoj, který přetrvával během jeho vlády.
Jeho autoritářský režim byl spojen s vládou jedné strany, perzekucí disidentů, mučením a nucenými zmizeními. Paraguay byla zapojena do operace Kondor, ve které jihoamerické vojenské diktatury, s podporou Spojených států amerických, koordinovaly potírání levicové opozice. Rozsah státního teroru byl odhalen až s nalezením tzv. archivů teroru v roce 1992. V době jeho vlády byla provedena genocida původních obyvatel Paraguaye.

### Po roce 1989
Po vojenském převratu, který za podpory USA a Katolické církve zorganizoval generál Andrés Rodríguez, Stroessner uprchl do Brazílie a Rodríguez se stal prezidentem země. Země se začala demokratizovat a v roce 1992 byla přijata ústava, která omezila možnost znovuzvolení prezidenta. V roce 1993 se konaly svobodné volby ve kterých byl prezidentem zvolen Juan Carlos Wasmosy.
V roce 1996 došlo k roztržce mezi prezidentem Wasmosym a generálem Oviedem, kdy hlavním bodem sváru byl prezidentův plán na restrukturalizaci armády. Lino Oviedo se pokusil o převrat, který však obyvatelé země odmítli a potlačili (za podpory Spojených států, Organizace amerických států a ostatních zemí v regionu).
V roce 2003 byl prezidentem zvolen Nicanor Duarte, v roce 2008 pak Fernando Lugo. Toho však parlament dne 22. června 2012 odvolal a na jeho místo nastoupil dosavadní viceprezident Federico Franco. Od srpna 2013 do srpna 2018 byl prezidentem Horacio Cartes. Funkci prezidenta zastával od roku 2018 do roku 2023 Mario Abdo Benítéz. Od roku 2023 je prezidentem Santiago Peña.

## Státní symboly

### Vlajka
Paraguayská vlajka je tvořena třemi vodorovným pruhy, červeným, bílým a modrým. Uprostřed bílého pruhu je na lícové straně vlajky státní znak, vycházející ze státní pečeti. Na rubové straně se nachází emblém pečeti ministerstva financí. Tato vlajka je jediná státní či národní vlajka s rozdílným rubem a lícem.

### Znak
Paraguayský státní znak je tvořen zlatou pěticípou hvězdou obklopenou zeleným věncem z vavřínových a olivových ratolestí. V opisu je černý název státu REPUBLICA DEL PARAGUAY (česky Paraguayská republika) v bílém, černě lemovaném prstenci. Celý znak má černou kruhovou obrubu.

## Geografie

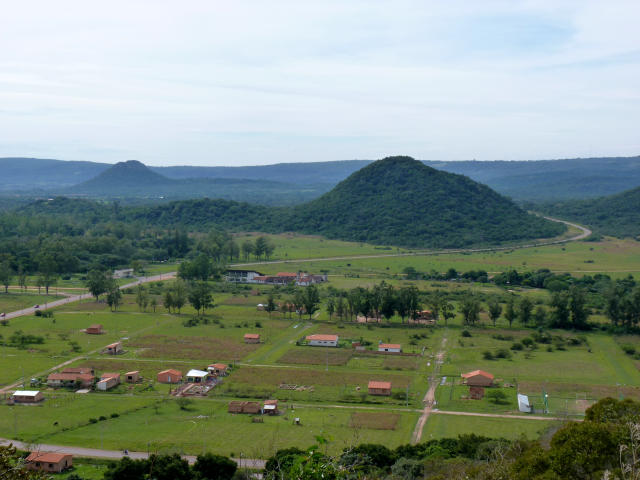
Kopce okolo Paraguarí

Řeka Paraguay rozděluje zemi na dvě velmi rozdílné části. Východní část Paraguaye (Paraguay Oriental) je také známá pod označením region Paraneña. Tato oblast je charakteristická travnatými pláněmi a zvlněným terénem. Západní část země (Paraguay Occidental), jež se nazývá rovněž Chaco je naopak typická svým nízkým reliéfem a bažinatou rovinou. Úrodná půda východně od řeky Paraguay umožňuje chovat skot a pěstovat rozličné zemědělské plodiny (např. bavlník, obiloviny, cukrovou třtinu). Roviny a močály na západě země jsou řídce obydlené. Paraguay získává téměř všechnu elektrickou energii z vodních elektráren.

### Paraneña
Region Paraneña, nebo též Východní region se rozkládá od řeky Paraguay na východě po řeku Paraná, která tvoří hranici s Brazílií a Argentinou na západě. Zhruba 80 % regionu se rozkládá v nadmořské výšce menší než 300 metrů nad mořem. Nejmenší nadmořská výška je 55 m n. m., v místě, kde se slévají řeky Paraguay a Paraná.

### Gran Chaco
Region Gran Chaco se rozkládá na západě Paraguaye. Zhruba dvě třetiny plochy tvoří polopouštní krajina. Gran Chaco je také charakteristické svými bažinami, savanami a řídkými lesy. Nadmořské výšky v této oblasti nepřesahují 300 metrů. Známý je mokřad označovaný jako Estero Patiño, který je s rozlohou 1 500 km největším v zemi.

### Klima
Klima se liší dle regionů, v rozmezí od subtropického až po klima mírného podnebného pásu. Během letního období je dominantním klimatickým jevem teplý vítr Scirocco vanoucí ze severovýchodu. Během zimy jsou nejčastější tzv. Pamperos, které způsobují prudké ochlazení. Východní část země má v podstatě jen dvě roční období: léto od října do března a zimu od května do srpna. Duben a září jsou přechodovými měsíci. Jaro a podzim v podstatě neexistují.

## Politický systém

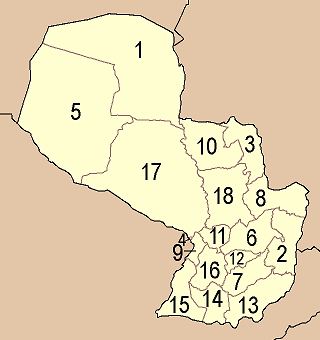
departementy Paraguaye

Paraguay je zastupitelská demokracie. V čele státu stojí prezident volený na pět let. Prezident je také nejvyšším představitelem výkonné moci. Zákonodárná moc je v rukou dvoukomorového kongresu, který se skládá z poslanecké sněmovny (80 členů) a senátu (45 členů).
Zastoupení žen v kongresu je poměrně nízké (10 % v roce 2004).

### Správní členění
Paraguay se skládá ze 17 oblastí zvaných „departamentos“ (jednotné číslo departamento) a z okrsku hlavního města (distrito capital).

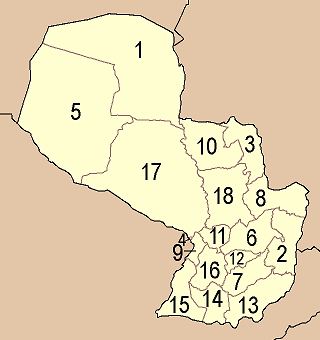
departementy Paraguaye

Řeka Paraguay protíná stát zhruba na dvě poloviny. Osídlení těchto dvou částí státu je značně rozdílné. Zatímco více než 60% území států leží na pravém břehu v regionu Gran Chaco a je rozděleno do 3 departementů, žije zde jen 3,5% obyvatelstva. 40% území státu leží na levém břehu řeky, je rozděleno do 14 departementů a zvláštního obvodu hlavního města a žilo zde 96,5% paraguayské populace.
| číslo | Departement      | Hlavní město         | Rozloha [km²] | Obyvatelstvo (2022) | Hustota zalidnění (obyv./km²) |
| ----- | ---------------- | -------------------- | ------------- | ------------------- | ----------------------------- |
| 1     | Alto Paraguay    | Fuerte Olimpo        | 82 349        | 17 608              | 0,21                          |
| 2     | Alto Paraná      | Ciudad del Este      | 14 895        | 784 839             | 52,69                         |
| 3     | Amambay          | Pedro Juan Caballero | 12 933        | 173 770             | 13,44                         |
| 4     | Asunción         | Asunción             | 117           | 477 346             | 4079,88                       |
| 5     | Boquerón         | Filadelfia           | 91 669        | 68 595              | 0,75                          |
| 6     | Caaguazú         | Coronel Oviedo       | 11 474        | 430 142             | 37,49                         |
| 7     | Caazapá          | Caazapá              | 9 496         | 140 060             | 14,75                         |
| 8     | Canindeyú        | Salto del Guairá     | 14 667        | 189 128             | 12,89                         |
| 9     | Central          | Areguá               | 2 465         | 1 866 562           | 757,23                        |
| 10    | Concepción       | Concepción           | 18 051        | 204 536             | 11,33                         |
| 11    | Cordillera       | Caacupé              | 4 948         | 271 475             | 54,87                         |
| 12    | Guairá           | Villarrica           | 3 846         | 180 121             | 46,83                         |
| 13    | Itapúa           | Encarnación          | 16 525        | 436 966             | 26,44                         |
| 14    | Misiones         | San Juan Bautista    | 9 556         | 114 542             | 11,99                         |
| 15    | Ñeembucú         | Pilar                | 12 147        | 85 749              | 7,06                          |
| 16    | Paraguarí        | Paraguarí            | 8 705         | 199 430             | 22,91                         |
| 17    | Presidente Hayes | Villa Hayes          | 72 907        | 126 880             | 1,74                          |
| 18    | San Pedro        | San Pedro            | 20 002        | 341 895             | 17,09                         |
|       | Paraguay         | Asunción             | 406 752       | 6 109 644           | 15,02                         |

## Ekonomika

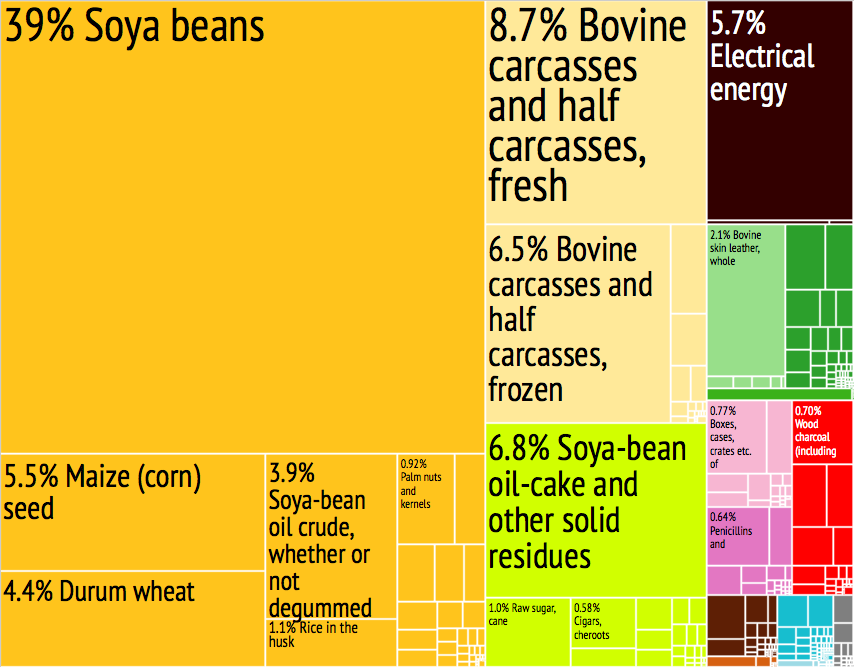
Paraguayský vývoz produktů v roce 2012

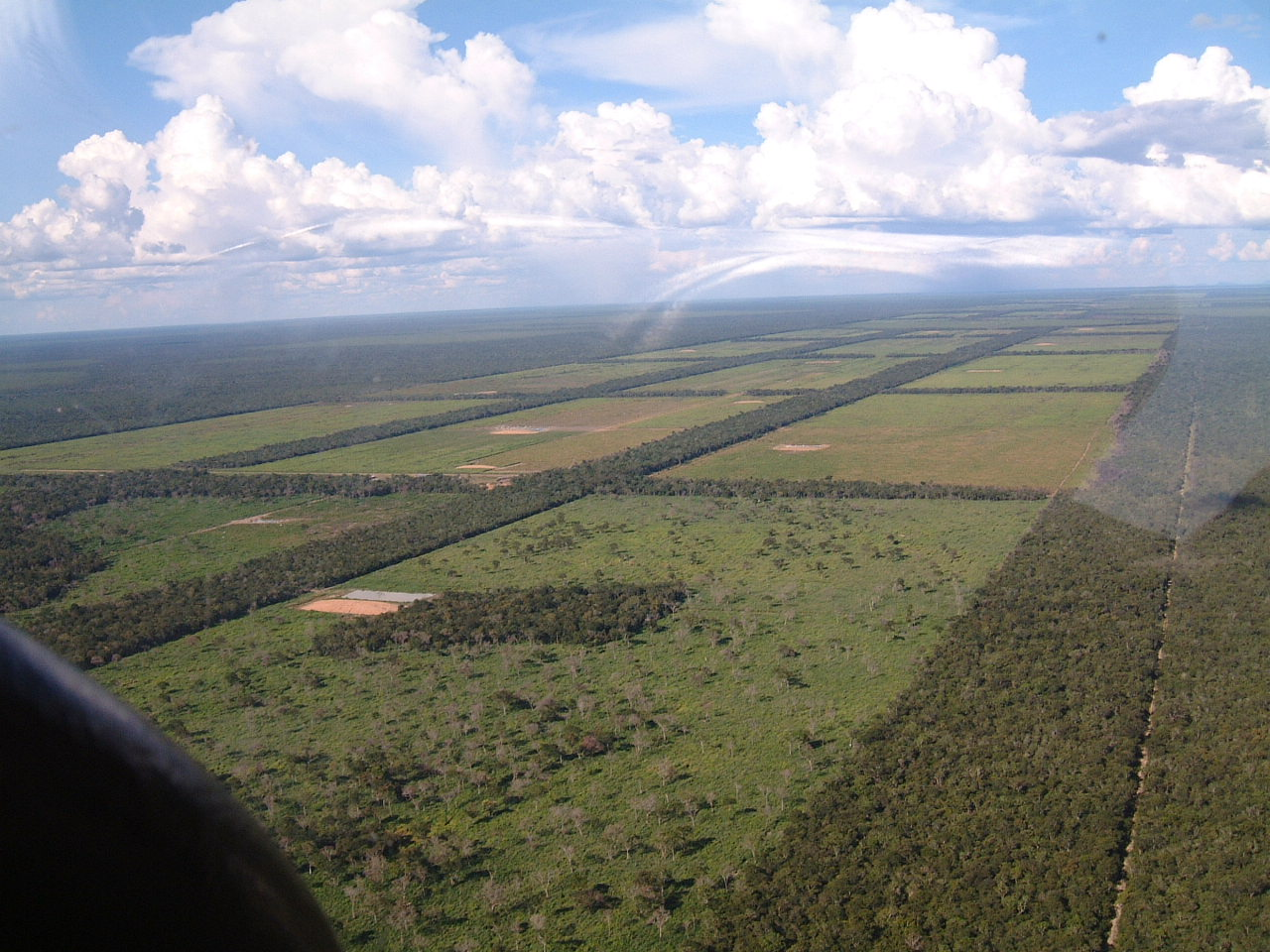
Deforestace v paraguayském Gran Chaco

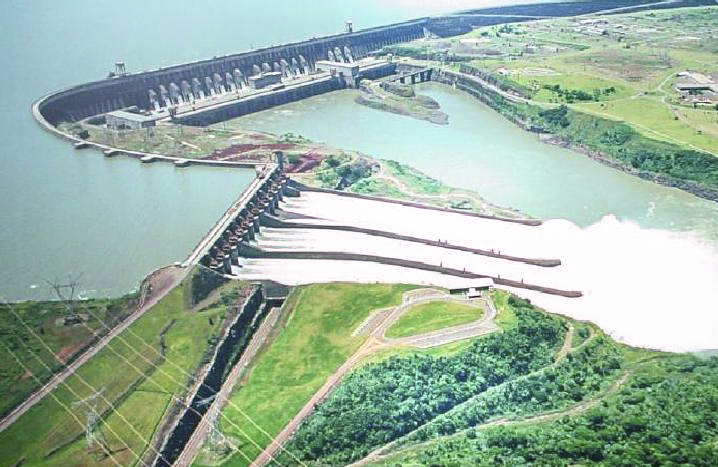
Elektrárna Itaipú

Paraguay je podle údajů OSN (Human Development Index) druhým nejchudším státem v Jižní Americe (po Surinamu). Podle Světové banky žije 14 % populace pod hranicí chudoby, stanovenou jako 2 americké dolary na den. Největší ekonomickou aktivitou Paraguaye je zemědělství, agrobusiness a chov dobytka. Nejvýznamnějšími exportními artikly Paraguaye jsou elektřina a zemědělské produkty (sója a sójový olej, kukuřice, obilí, hovězí maso).
Za největší slabinu Paraguaye je v dlouhodobém měřítku považován fakt, že země nemá přístup k moři a její možnosti vyvážet jsou tak značně omezeny. Obchod probíhá především se sousedními státy – Argentinou a Brazílií. Na ekonomice těchto dvou velkých sousedů je ekonomika země do značné míry závislá, což se ukázalo především v roce 1999 (devalvace brazilské měny) a v roce 2002 (významné problémy argentinské ekonomiky), kdy se země propadla do ekonomické recese. V období mezi lety 2003 a 2008 došlo ke stabilnímu ekonomickému růstu, který byl způsobem globální poptávkou po produktech, které Paraguay exportuje a také stabilním klimatem, který přispíval k velké produkci. V roce 2009 se ekonomika propadla, na což vláda reagovala úspornými opatřeními. Z pohledu zahraničního obchodu jsou hlavními obchodními partnery členové organizace Mercosur, což je jihoamerického sdružení volného obchodu. Země vyváží většinu produkce sóji do Argentiny a země využívá sousední uruguayské přístavy k exportu.

### Pracovní síla
V Paraguayi bylo podle odhadů CIA v roce 2009 zhruba 3 miliony osob na trhu práce. Většina pracovní síly pracuje v zemědělství (45 %). Nezaměstnanost se odhaduje na 15 %, nicméně v zemi existuje značná šedá ekonomika. Stávky jsou legální a jsou poměrně časté.

### Energetika
Energetika Paraguaye je závislá výhradně na dvou obrovských vodních elektrárnách na řece Paraná (Itaipú, Yacyretá), které zajišťují 100 % elektrické energie. Země navíc elektřinu vyváží a to hlavně do Argentiny a Brazílie.

### Doprava
Odhady o délce silniční sítě se značně liší, s ohledem na to, co může být považováno za cestu a co nikoliv. Podle agentury CzechTrade je v zemi zhruba 25 000 kilometrů silnic, z toho je však pouze 1 000 km zpevněných. Paraguay dále disponuje 971 kilometry železnice o různých rozchodech. Nejvýznamnější letiště je lokalizováno v Asunciónu, ve čtvrti Luque.

### Životní prostředí
Největším problémem v oblasti životního prostředí je proces odlesňování. Odhaduje se, že v poslední dekádě 20. století ubývalo každoročně zhruba 0,5 % lesního porostu v zemi. Rostoucím problémem je také znečištění a to zejména řek, do kterých jsou vypouštěny škodlivé látky (měď, chrom). V oblasti Gran Chaco je problémem zasolování již tak aridních půd, což znesnadňuje práci farmářů. Území Paraguaye je z 44 % pokryto lesními porosty, zemědělská půda zaujímá 16 % rozlohy státu.

## Demografie

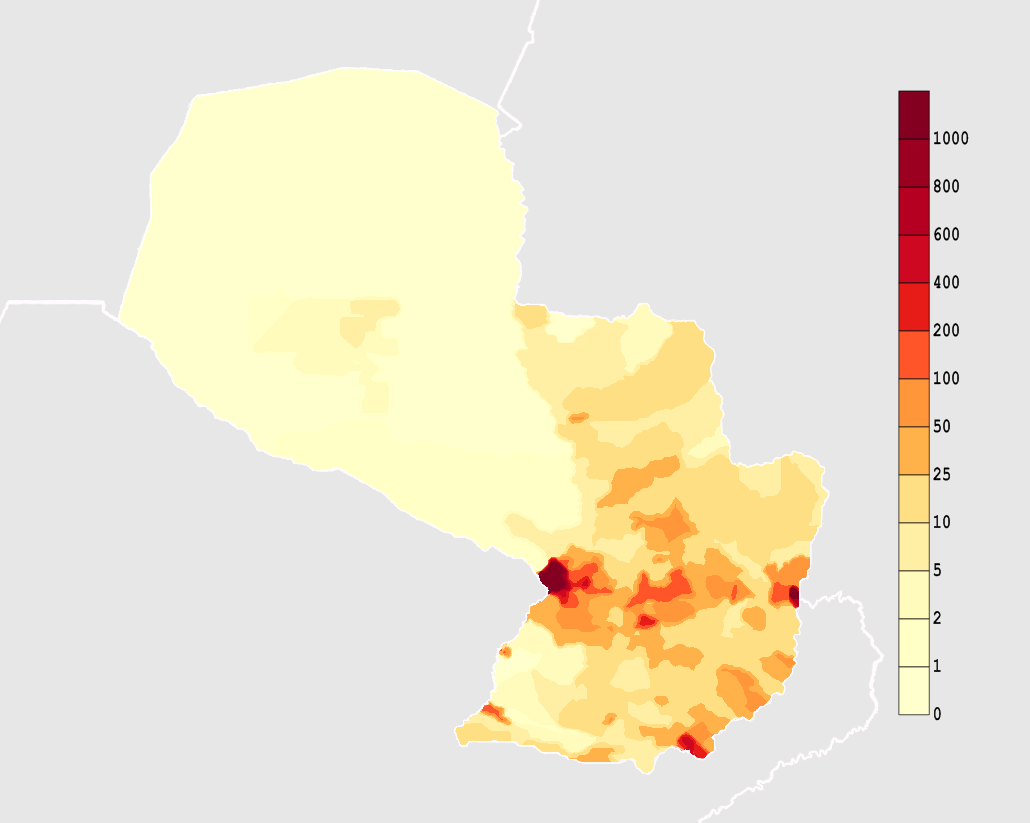
Hustota obyvatel v Paraguayi

Populace Paraguaye je rozložena značně nerovnoměrně. Drtivá většina populace žije ve východní části země. Oblast označovaná jako Grand Chaco, ležící na západě, je domovem pouze zhruba pro 2 % populace země. Paraguay má jednu z nejvíce homogenních populací v Jižní Americe, odhaduje se, že 95 % obyvatel má smíšený španělsko-guaranský původ. Poměrně silná je japonská komunita (jako pozůstatek druhé světové války) a také německá komunita.
Podle výsledků sčítání lidu z roku 1982 žilo v zemi něco málo přes 3 miliony obyvatel. V osmdesátých letech došlo díky vysoké míře porodnosti k velkému nárůstu počtu obyvatel, jejichž počet byl na konci této dekády odhadován v rozmezí 4 až 4,4 milionu. V posledních letech však došlo k významnému poklesu úhrnné plodnosti, ačkoliv tento pokles je menší než u sousedních zemí. V současnosti se hodnota tohoto ukazatele odhaduje na 2,5. Dnes žije v zemi zhruba 6,7 milionu obyvatel. Předpokládá se, že počet obyvatel bude dále růst, nicméně ne již tak velkým tempem. Population Reference Bureau očekává, že v roce 2025 bude v zemi žít 8 miliónů obyvatel a v roce 2050 pak 9,9 milionu obyvatel.
Vzhledem k velkému populačnímu přírůstku v posledních desetiletích je populace Paraguaye velmi mladá, 36 % populace má méně než 15 let.
Ve městech žije v současnosti zhruba 58 % populace. Největšími městy jsou Asunción (v jehož aglomeraci žije až 1,9 milionu obyvatel), Ciudad del Este a San Lorenzo.

### Zdraví
Zdravotní péče se postupem času zlepšovala, neboť do jejího zlepšení vláda v průběhu osmdesátých a devadesátých letech investovala stále větší finanční prostředky. V poslední dekádě se však tento pozitivní vývoj poněkud zbrzdil a Paraguay má v současnosti menší výdaje na zdravotní péči na hlavu než většina ostatních jihoamerických zemí. Průzkum v roce 2001 ukázal, že 27 procent populace stále nemá přístup ke zdravotní péči (státní, či soukromé).
Prevalence viru HIV je v zemi relativně nízká, v období 2007–2008 se počet nakažených tímto virem odhadoval na 0,6 % populace ve věku 15–49 let.

### Náboženství
Podle paraguayské ústavy z roku 1992 je zaručena svoboda vyznání a neexistuje žádné státní náboženství. Dominantním je římskokatolické vyznání, ke kterému se hlásí zhruba 90 % populace. Okolo 5 % populace se pak hlásí k evangelikalismu. V Paraguayi žije přibližně 40 tisíc Mennonitů německo-nizozemského původu. V zemi je možné najít také vyznavače Buddhismu, zejména přistěhovalce z Korey a vyznavače Islámu, především imigranty ze Sýrie a Libanonu. Významný je pak počet Židů, kteří do země přicházeli zejména ve dvacátých a třicátých letech 20. století, mimo jiné z Německa, Rakouska a Československa.

## Kultura

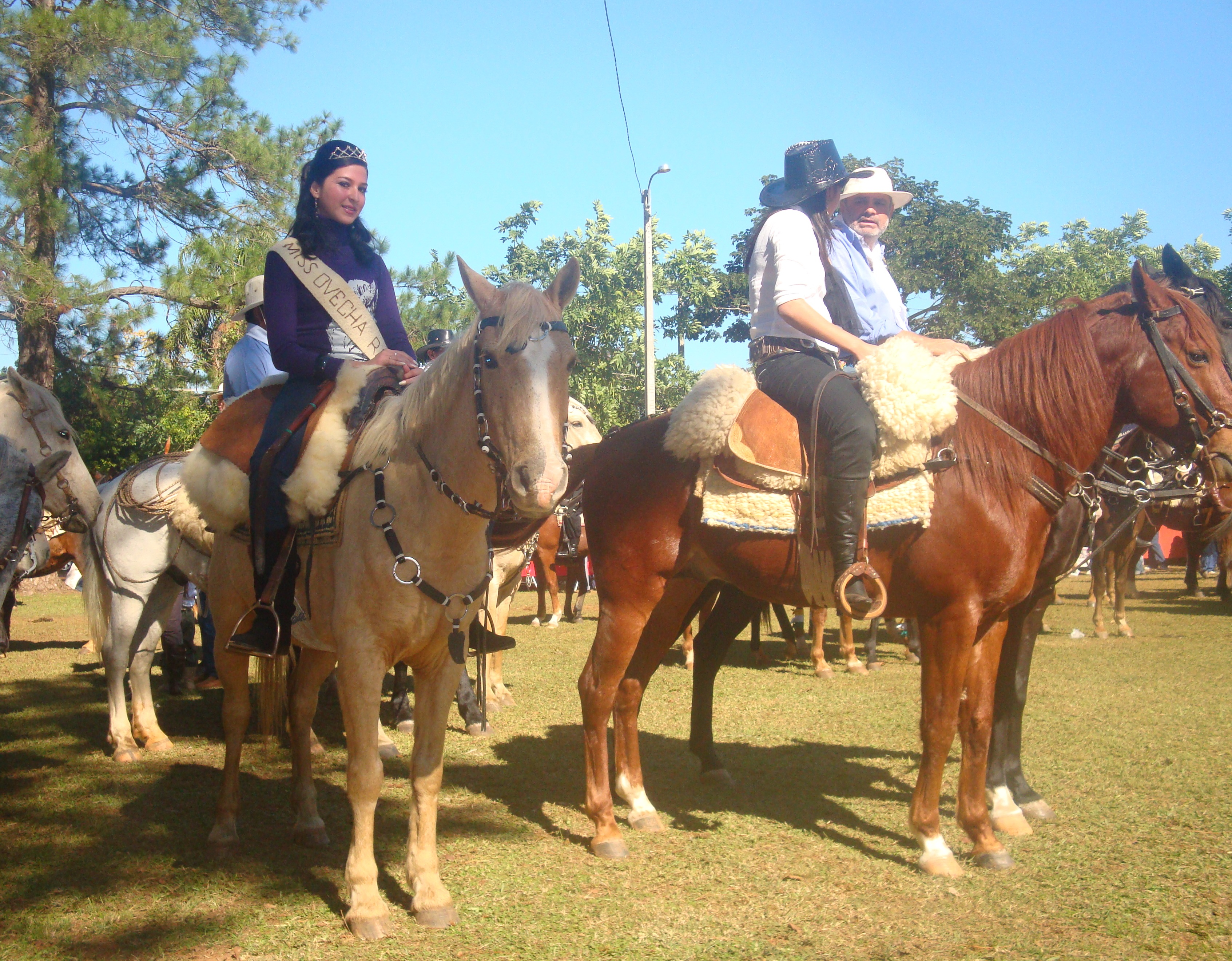
Ovecha Ragué

Paraguayská kultura je mixem mezi kulturou evropskou, kterou přinesli španělští dobyvatelé a kulturou Guaraní. Paraguayská společnost je proto dnes stále bilingvální a asi 80 % hovoří jak španělsky, tak guaraní. Rozšířený je také jazyk Jopará, který spojuje prvky španělštiny a guaraní.

### Hudba
Zásadním představitelem hudební scény je Agustín Barrios kytarista a skladatel. Některé moderní hudební proudy jako například rock, jsou v Paraguayi poměrně novým fenoménem a to zejména kvůli izolaci způsobené diktátorem Stroessnerem. V posledním desetiletí však vzniklo i několik rockových festivalů, z nichž nejznámější jsou Pilsen Rock a Quilmes Rock. Na těchto festivalech, které jsou pořádány v hlavním městě Asunciónu se každoročně schází okolo 60 tisíc příznivců tohoto hudebního žánru.

### Kinematografie
Produkce filmů je v Paraguayi výrazně menší než v sousední Argentině a Brazílii. Do roku 1989 byla paraguayská kinematografie sužována především nedostatkem finančních zdrojů. Rok 1990 byl zásadním pro vývoj paraguayského filmu, stejně jako pro Paraguay jako takovou. V tomto roce byl založen Paraguayský fond pro kinematografii a filmový festival v Asunciónu. V poslední dekádě uspělo několik paraguayských filmů na prestižních filmových festivalech. Jedná se například o snímek O Amigo Dunor (2005), či Hamaca Paraguaya (Paraguayská houpací síť, 2006)

### Média
Noviny, rozhlas i televize reprezentují celé politické a názorové spektrum. Někteří žurnalisté však podle BBC čelí zastrašování pokud se hlouběji zajímají o některé případy korupce. Nejrozšířenější noviny se jmenují Diario ABC Color.

### Sport
Nejpopulárnějším sportem je v Paraguayi fotbal. Paraguayský národní fotbalový tým dosáhl největšího úspěchu ve své historii na Mistrovství světa v roce 2010, kdy podlehl až ve čtvrtfinále budoucím šampiónům ze Španělska. Paraguayci vyhráli turnaj Copa América v letech 1953 a 1979, ve fotbale také získali svoji jedinou olympijskou medaili, když skončili druzí v Athénách v roce 2004. Paraguayská fotbalová asociace byla založena v roce 1906 a do FIFA vstoupila roku 1925. Národní fotbalový tým hraje své domácí zápasy na Estadio Defensores del Chaco, který je pojmenován na počest obránců regionu Gran Chaco ve válce s Bolívií (1932–1935).
Velkému zájmu se těší domácí fotbalová soutěž označovaná jako Primera División. V současnosti v ní hraje 12 mužstev, historicky nejúspěšnějším je Club Olimpia. José Luis Chilavert získal v letech 1995, 1997 a 1998 cenu pro nejlepšího brankáře světa, kterou uděluje Mezinárodní federace fotbalových historiků a statistiků.
Paraguayská ženská basketbalová reprezentace obsadila na světovém šampionátu páté místo v roce 1953 a šesté místo v roce 1957. V individuálních sportech vynikli tenista Víctor Pecci, který se v roce 1980 dostal na deváté místo světového žebříčku, golfista Carlos Franco, vítěz čtyř turnajů PGA Tour, a oštěpař Edgar Baumann, držitel jihoamerického rekordu 84,70 m.

## Vzdělání
Paraguay v době diktatury Alfreda Stroessnera poněkud podcenila význam vzdělání. Proces demokratizace přinesl zlepšení vzdělávacího systému. V roce 2000 činily výdaje na vzdělávání 4,7 % HDP, zatímco v roce 1989 pouze 1,7 % HDP. V současnosti do základních škol dochází zhruba 94 % populace.
Rovněž systém terciárního vzdělávání není dostatečný a do roku 1990 bylo zajišťováno pouze jednou státní univerzitou a jednou katolickou univerzitou. V průběhu devadesátých let sice došlo k otevření dalších deseti univerzit, nicméně vysokoškolské vzdělání stále nemá příliš velkou kvalitu. Největší a nejprestižnější univerzitou je Universidad Nacional de Asunción, kde na dvanácti fakultách studuje více než 36 tisíc studentů.
V roce 2004 byla míra gramotnosti 94 %, přičemž rozdíly mezi muži a ženami byly minimální. Negramotnost je problémem především v chudých venkovských oblastech.